# Луганська гвардія
Луганська гвардія — проросійська  організація, створена на початку 2014 року, у лютому того ж року її очолив Олександр Харитонов. Організація була створена для того, щоб протистояти учасникам Євромайдану. Улітку 2014 року була офіційно перереєстрована у органах ЛНР.

## Діяльність
2 березня на засіданні Луганської обласної ради ухвалили рішення про визнання нелегітимними центральні органи виконавчої влади України. Крім того, депутати підтримали рішення про проведення референдуму щодо федералізації України закликали Верховну Раду України надати російській мові статусу другої державної, роззброїти незаконні збройні формування, забезпечити безпеку громадянам України, припинити переслідування співробітників правоохоронних органів, зокрема колишніх бійців спецпідрозділу «Беркут», які брали участь у подіях у Києві у листопаді 2013-лютому 2014 років. Луганська обласна рада закликала заборонити низку організацій, серед яких ВО «Свобода», Правий сектор, Соціал-Національну Асамблею, УНА-УНСО, ВО «Тризуб», Білий молот, Патріот України та інші, не допустити підвищення тарифів та зменшення соціальних гарантій для громадян та не допустити обмеження мовлення на території України іноземних телеканалів.
Під час проведення засідання будівля Луганської обласної ради була заблокована натовпом, який відмовився випускати депутатів, доки вони не ухвалять «потрібні рішення». За повідомленням ЗМІ на мітингу під радою зібралося до 400 активістів з прапорами партії «Руська єдність» та організації «Луганська гвардія». Лідер «Луганської гвардії» Олександр Харитонов передав обласній раді резолюцію рішення про звернення до Президента Росії Володимира Путіна, однак депутати відмовилися підтримувати резолюцію. Після відмови депутатів невідомі у масках з російськими прапорами та щитами штурмували будівлю обласної ради, зламавши ворота, заблокувавши виходи та встановивши на даху прапор Росії. Під час сутичок постраждали припарковані поруч автомобілі: були проколоті колеса та побиті вікна.
9 березня між учасниками проросійського мітингу та активістами проукраїнських сил сталася сутичка: проросійські активісти силою розігнали зібрання біля пам'ятника Тарасу Шевченку, учасники якого хотіли відзначити 200-річчя поета. Під час проросійського мітингу, на якому зібралося за різними оцінками від 10 до 20 тисяч чоловік, захопили приміщення Луганської ОДА та вивісили російський прапор на будівлі, крім того, російський прапор та прапор Перемоги біли вивішені на флагштоках біля установи. За повідомленням ЗМІ захоплення адміністрації здійснювали активісти «Луганської гвардії» та «Молодої гвардії» та громадяни Росії, котрі прибули до міста напередодні мітингу. Під тиском протестувальників, що зайняли адміністрацію, голова Луганської ОДА Михайло Болотських писав заяву про звільнення, яку пізніше відкликав, заявивши, що написав її під тиском та погрозами. На мітингу демонстранти обрали «народного губернатора» — лідера руху «Луганська гвардія» Олександра Харитонова. Міліція не протидіяла ані штурму ОДА, ані нападу на учасників проукраїнського мітингу. За фактом захоплення ОДА міліція, СБУ та обласна прокуратура розпочали досудове розслідування.
6 квітня під пам'ятником Шевченку за ініціативою організації «Луганська гвардія» зібрався черговий проросійський мітинг: близько 2 тисяч осіб вимагали відставки уряду Арсенія Яценюка, надання російській мові статусу державної, звільнення лідера організації Олександра Харитонова та розпуску місцевих рад. Під час мітингу було оголошено про створення єдиного координаційного центру протестного руху у місті. Після мітингу учасники дісталися будівлі управління Служби безпеки України у Луганській області, яке пікетували з вимогою визволення з-під арешту Олександра Харитонова, закидавши будівлю яйцями та пляшками з пивом та заблокувавши проїзд на вулиці Радянській. Пізніше мітингарі виламали вхідні двері та вдерлися до приміщення СБУ, почавши бити вікна. Під час захоплення будівлі було застосовано світло-шумові гранати, каміння, вибухові пакети тощо. Після штурму для переговорів з лідерами акції до будівлі СБУ прибули голова Луганської ОДА Михайло Болотських та начальник обласного управління МВС Володимир Гуславський, під час яких було досягнуто домовленостей про визволення з-під варти 6 активістів. Попри визволення активістів, штурмовики розпочали будівництво барикад із покришок та чекають на підкріплення з Артемівська Донецької області; очевидці повідомляли про спроби демонстрантів отримати доступ до серверів установи.